# Horsburgh Island
Horsburgh Island är en obebodd ö i Kokosöarna (Australien). Den ligger 9 km norr om huvudorten West Island. Arean är 1,0 kvadratkilometer. Öns högsta punkt är 15 meter över havet. 